# Górnik Zabrze w sezonie 1953
Sezon 1953 był 5. sezonem w historii klubu i 3. na trzecim poziomie rozgrywek ligowych. Górnik zakończył rozgrywki III ligi (grupa I) na 1. miejscu oraz w spotkaniach barażowych uzyskał miejsce premiowane awansem do II ligi w sezonie 1954.

## Stadion
Miejscem rozgrywania spotkań domowych był otwarty w 1934 roku stadion przy obecnej ul. Roosevelta 81 mieszczący ok. 35.000 widzów.

## III Liga

### Tabela po meczach barażowych
| Poz. | Drużyna             | M | Punkty | Z | R | P | Bramki | Bramki | Bramki |
| Poz. | Drużyna             | M | Punkty | Z | R | P | +      | –      | +/−    |
| ---- | ------------------- | - | ------ | - | - | - | ------ | ------ | ------ |
| 1    | Górnik Zabrze       | 6 | 9      | 4 | 1 | 1 | 14     | 5      | 9      |
| 2    | KS Rzeszów          | 6 | 9      | 4 | 1 | 1 | 9      | 3      | 6      |
| 3    | Ogniwo Wrocław      | 6 | 5      | 1 | 3 | 2 | 7      | 9      | -2     |
| 4    | Włókniarz Andrychów | 6 | 1      | 0 | 1 | 5 | 3      | 16     | -13    |

    awans do II ligi

### Tabela po rundzie zasadniczej
| Poz. | Drużyna           | M  | Punkty | Z  | R | P | Bramki | Bramki | Bramki |
| Poz. | Drużyna           | M  | Punkty | Z  | R | P | +      | –      | +/−    |
| ---- | ----------------- | -- | ------ | -- | - | - | ------ | ------ | ------ |
| 1    | Górnik Zabrze     | 24 | 44     | 20 | 4 | 0 | 71     | 13     | 58     |
| 2    | Stal Czechowice   | 24 | 33     | –  | – | – | 58     | 31     | 27     |
| 3    | Górnik Radzionków | 24 | 31     | –  | – | – | 72     | 37     | 35     |
| 4    | Stal Gliwice      | 24 | 26     | –  | – | – | 49     | 55     | -6     |
| 5    | Konstal Chorzów   | 24 | 25     | –  | – | – | 41     | 43     | -2     |

    baraże o II ligę

### Wyniki spotkań
| Mecz             | Data            | Stadion              | Przeciwnik           | Wynik | Punkty | Strzelcy                                 |
| ---------------- | --------------- | -------------------- | -------------------- | ----- | ------ | ---------------------------------------- |
| Runda wiosenna   |                 |                      |                      |       |        |                                          |
| 1                | 1 marca         | Lipiny               | Stal Lipiny          | 1:0   | 2      | Szalecki                                 |
| 2                | 22 marca        | Katowice             | Spójnia Katowice     | 3:1   | 4      | Szalecki (2), Czech                      |
| 3                | 22 marca        | Zabrze               | Andaluzja Brzozowice | 9:1   | 6      | Czech (4), Fojcik (3), Szalecki, Dominik |
| 4                | 29 marca        | Knurów               | Górnik Knurów        | 2:0   | 8      | Dominik, Szalecki                        |
| 5                | 5 kwietnia      | Zabrze               | Górnik Radzionków    | 3:2   | 10     | Fojcik (2), Winderlich                   |
| 6                | 12 kwietnia     | Chorzów              | Konstal Chorzów      | 0:0   | 11     | -                                        |
| 7                | 19 kwietnia     | Zabrze               | Stal Gliwice         | 2:0   | 13     | Czech (2)                                |
| 8                | 26 kwietnia     | Bytom                | Stal Bobrek Bytom    | 5:1   | 15     | Jarczyk (2), Fojcik (2), Szalecki, Czech |
| 9                | 3 maja          | Zabrze               | Podlesianka Podlesie | 4:1   | 17     | Jarczyk (2), Szalecki, Fojcik            |
| 10               | 17 maja         | Zabrze               | AKS Niwka Sosnowiec  | 2:0   | 19     | Fojcik, Franosz                          |
| 11               | 24 maja         | Zabrze               | Stal Czechowice      | 4:1   | 21     | brak danych                              |
| Runda rewanżowa  |                 |                      |                      |       |        |                                          |
| 12               | 4 czerwca       | Zabrze               | Stal Lipiny          | 2:0   | 23     | Gawlik, Jarczyk                          |
| 13               | 8 czerwca       | Czechowice-Dziedzice | Stal Czechowice      | 1:1   | 24     | Jarczyk                                  |
| 14               | 14 czerwca      | Zabrze               | Spójnia Katowice     | 3:1   | 26     | Fojcik, Czech, Szalecki                  |
| 15               | 21 czerwca      | Katowice             | Górnik 20 Katowice   | 2:0   | 28     | Fojcik, Szalecki                         |
| 16               | 28 czerwca      | Brzozowice           | Andaluzja Brzozowice | 2:1   | 30     | Czech, Fojcik                            |
| 17               | 5 lipca         | Zabrze               | Górnik Knurów        | 0:0   | 31     | -                                        |
| 18               | 12 lipca        | Radzionków           | Górnik Radzionków    | 1:1   | 32     | Fojcik                                   |
| 19               | 19 lipca        | Zabrze               | Konstal Chorzów      | 1:0   | 34     | Franosz                                  |
| 20               | 26 lipca        | Gliwice              | Stal Gliwice         | 5:0   | 36     | Fojcik, Jarczyk, Gawlik, Czech, Szalecki |
| 21               | 2 sierpnia      | Zabrze               | Stal Bobrek Bytom    | 3:0   | 38     | Szalecki (2), Fojcik                     |
| 22               | 9 sierpnia      | Katowice             | Podlesianka Podlesie | 2:0   | 40     | brak danych                              |
| 23               | 23 sierpnia     | Sosnowiec            | AKS Niwka Sosnowiec  | 2:0   | 42     | Winderlich, Fojcik                       |
| 24               | 6 września      | Zabrze               | Górnik 20 Katowice   | 9:1   | 44     | brak danych                              |
| Mecz barażowy    |                 |                      |                      |       |        |                                          |
| 25               | 20 września     | Białystok            | Gwardia Białystok    | 1:2   | –      | Szalecki                                 |
| 26               | 27 września     | Zabrze               | Gwardia Białystok    | 3:0   | –      | Gawlik, Szalecki, Fojcik                 |
| Baraże o II ligę |                 |                      |                      |       |        |                                          |
| 27               | 4 października  | Zabrze               | KS Rzeszów           | 2:0   | 2      | Gawlik, Fojcik                           |
| 28               | 11 października | Wrocław              | Ogniwo Wrocław       | 0:0   | 3      | -                                        |
| 29               | 18 października | Andrychów            | Beskid Andrychów     | 3:1   | 5      | Czech, Fojcik, Szalecki                  |
| 30               | 25 października | Zabrze               | Ogniwo Wrocław       | 6:1   | 7      | Jarczyk (3), Nowara, Fojcik, Czech       |
| 31               | 1 listopada     | Rzeszów              | KS Rzeszów           | 0:2   | 7      | -                                        |
| 32               | 8 listopada     | Zabrze               | Beskid Andrychów     | 3:1   | 9      | Fojcik (2), Gawlik                       |

    zwycięstwo     remis     porażka

## Mecze towarzyskie
| Data        | Miejsce     | Przeciwnik              | Wynik       | Strzelcy              |
| ----------- | ----------- | ----------------------- | ----------- | --------------------- |
| luty        | brak danych | Stal Zabrze             | 2:1         | Cieślik, Gawlik       |
| luty        | Głuchołazy  | Ogniwo Nysa             | 5:0         | brak danych           |
| luty        | Głuchołazy  | Pogoń Prudnik           | 6:1         | brak danych           |
| luty        | Głuchołazy  | Reprezentacja Głuchołaz | 10:0        | brak danych           |
| 6 kwietnia  | Zabrze      | Ruch Chorzów            | 1:0         | Jarczyk               |
| 16 lipca    | Zabrze      | Sośnica Gliwice         | brak danych | brak danych           |
| 15 września | Wałbrzych   | Górnik Wałbrzych        | 3:2         | brak danych           |
| listopad    | Zabrze      | Cracovia                | 3:0         | Szalecki (2), Jarczyk |
| listopad    | Zabrze      | Ogniwo Bytom            | 1:0         | Jarczyk               |

    zwycięstwo     remis     porażka

## Zawodnicy

### Skład
| Zawodnik             | Data urodzenia       | W klubie od | Poprzedni klub      |
| -------------------- | -------------------- | ----------- | ------------------- |
| Bramkarze            |                      |             |                     |
| Józef Kaczmarczyk    | 25 stycznia 1931     | 1949        | Pogoń Zabrze        |
| Ginter Procek        | 28 sierpnia 1924     | 1948        | Concordia Zabrze    |
| Paweł Schneider      | 8 lutego 1929        | 1952        | wychowanek          |
| Obrońcy              |                      |             |                     |
| Ginter Helmrich      | 21 grudnia 1930      | 1952        | brak danych         |
| Henryk Zimmermann    | 27 lutego 1929       | 1948        | Concordia Zabrze    |
| Pomocnicy            |                      |             |                     |
| Henryk Czech         | 21 września 1934     | 1948        | Pogoń Zabrze        |
| Karol Dominik        | 4 maja 1930          | 1949        | RKS Jadwiga         |
| Ginter Gawlik        | 5 grudnia 1930       | 1949        | Górnik Biskupice    |
| Waldemar Jarczyk     | 2 stycznia 1934      | 1952        | Pogoń Zabrze        |
| Ginter Pawlik        | brak danych          | 1948        | brak danych         |
| Henryk Szalecki      | 25 lutego 1933       | 1948        | Zjednoczenie Zabrze |
| Paweł Winderlich     | 18 czerwca 1928      | 1948        | brak danych         |
| Napastnicy           |                      |             |                     |
| Manfred Fojcik       | 16 lipca 1924        | 1949        | Górnik Biskupice    |
| Antoni Franosz       | 9 lutego 1928        | 1948        | Pogoń Zabrze        |
| Maksymilian Klenczar | 1 listopada 1925     | 1948        | Pogoń Zabrze        |
| Bernard Morys        | 30 lipca 1926        | 1952        | Unia Chorzów        |
| Eryk Nowara          | 12 grudnia 1928      | 1948        | Zjednoczenie Zabrze |
| Herbert Pfeifer      | 22 października 1934 | 1952        | brak danych         |

### Transfery

#### Odeszli
| Poz | Nazwisko     | Nowy klub     |
| --- | ------------ | ------------- |
| OB  | Antoni Garus | AKS Rokitnica |
| OB  | Jerzy Maj    | brak danych   |
| NA  | Antoni Mnich | brak danych   |